# Rudi Fischer (Künstler)

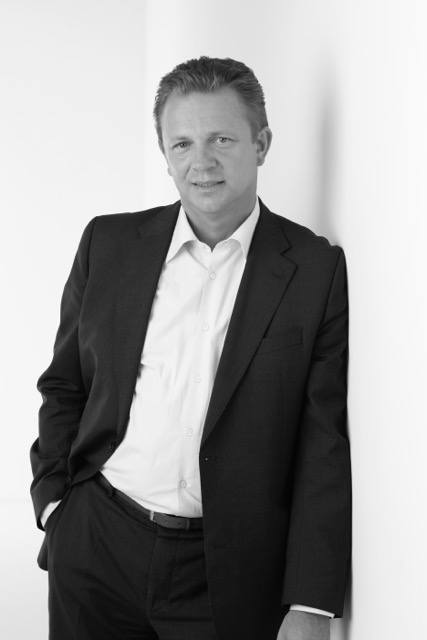
Rudi Fischer

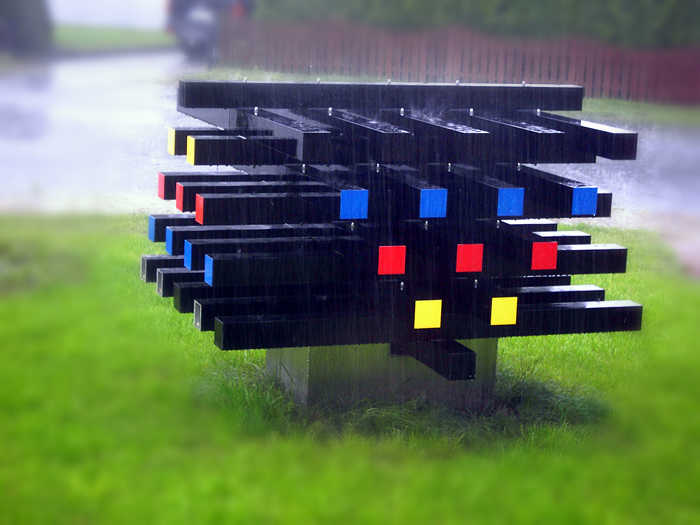
Skulptur Merging Triangles von Rudi Fischer

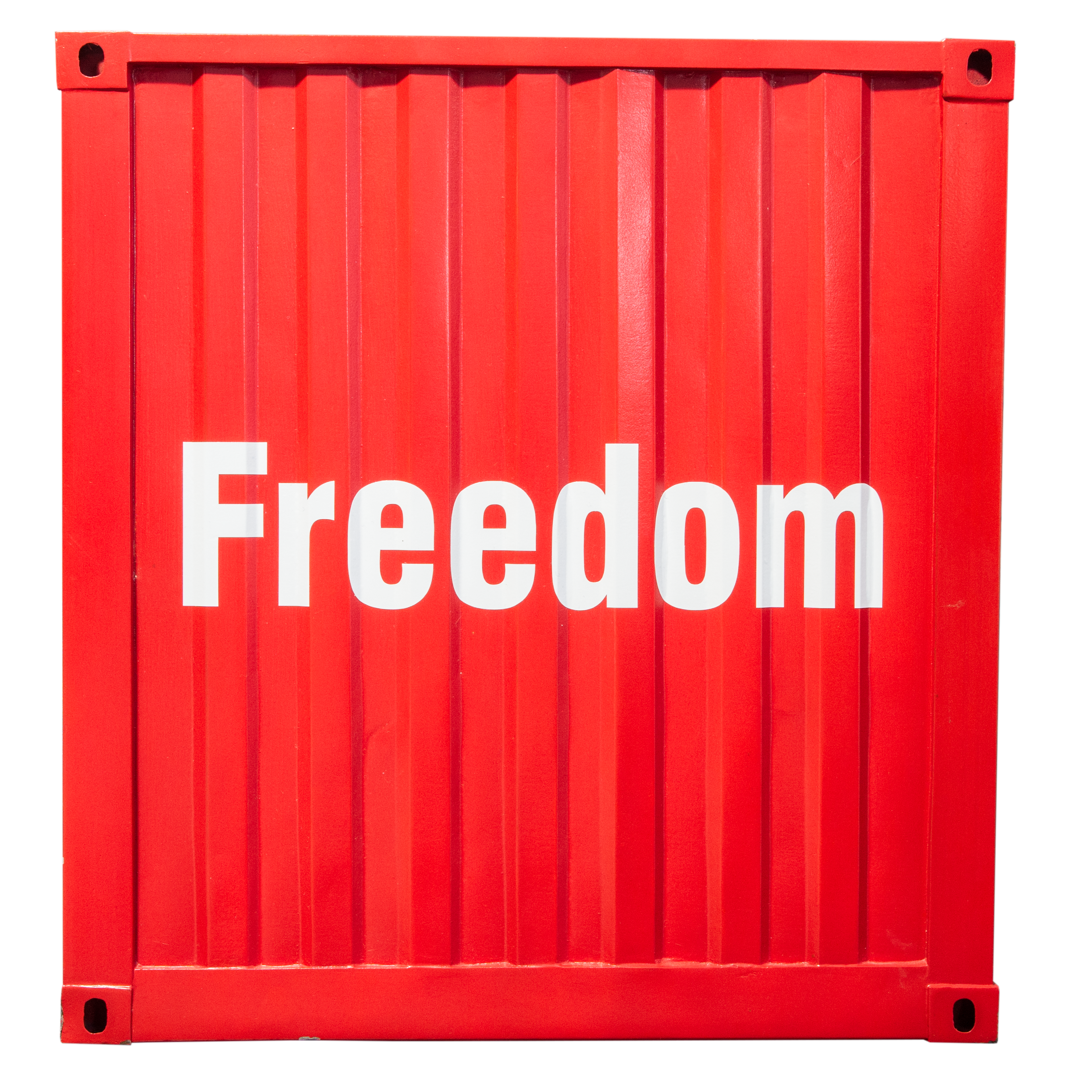
Rückseite des Containers „Meta Values“ aus der Werkgruppe „Wertschöpfungskette“ von Rudi Fischer

Rudi Fischer (* 1960 in Stuttgart) ist ein deutscher Künstler (Malerei, Fotografie, Installationen und Skulpturen).

## Leben
Rudi Fischer machte 1980 das Abitur am Wirtschaftsgymnasium Waiblingen. Dann absolvierte er ein duales Hochschulstudium als Diplom-Betriebswirt (BA) in Stuttgart. Seit 1985 ist er als Autodidakt künstlerisch tätig.
1987 begann er sich neben seiner beruflichen Tätigkeit als Manager in einem großen Versicherungskonzern mit Malerei zu befassen. Seit den 1990er Jahren entwickelt er konzeptuelle Kunst: Fotografien, Objekte, Malereien, Installationen, filmische Experimente und musikalische Kompositionen. Seine Arbeiten wurden in den USA und in Deutschland präsentiert und aufgeführt.
1997 hat er für die Allianz-Versicherung in Berlin als Spiritus Rector das Kunstkonzept für die Treptowers geprägt, kuratorisch beraten und umgesetzt. Im Jahr 2016 gründete Fischer den Verein Container Art Care e. V. zur Förderung einer globalen Kunstinitiative, die sich zum Ziel gesetzt hat, fünf Metawerte (Menschenrechte, Umweltschutz, Soziale Gerechtigkeit, Freiheit und Globale Verantwortung) als weltweit gültige Norm in allen Ländern zu etablieren.
Fischer ist verheiratet, hat zwei Kinder und wohnt in Stahnsdorf bei Berlin.

## Künstlerische Arbeit
Fischer interessiert die Verbindung von Kunst, Gesellschaft, Politik und sozialer Aktion im öffentlichen Raum. In der Bernauer Straße, am Ort der 1985 im Todesstreifen der Berliner Mauer gesprengten Versöhnungskirche, entstand zehn Jahre nach dem Fall der Mauer die „Kapelle der Versöhnung“. 33 Formsteine der gesprengten Versöhnungskirche wurden jeweils von Künstlern (u. a. auch von Rudi Fischer) gestaltet. Die Galerie Michael Schultz in Berlin förderte und betreute dieses Projekt. Alle 33 gestalteten Steine wurden auf dem Gelände der Kapelle gezeigt.
Rudi Fischer erreichte 2007 mit seiner Arbeit Denkmal Disparität, einer großen Installation im Helms-Museum Hamburg, überregionale Aufmerksamkeit. Seine Skulptur Merging Triangles wurde im Garten der Weltreligionen während der Internationalen Gartenschau in Hamburg-Wilhelmsburg ausgestellt. Am 19. August präsentierte Fischer für das Metaverse unter seinem dortigen Alter Ego „R.T.Fischl“ das Gegenstück zu der physischen Skulptur Merging Triangles als Digitale NFT-Skulptur Soul. So konnte er 25 Jahre nach der künstlerischen Idee die kinetische immaterielle Arbeit technisch umsetzen. Dieses Skulpturenpaar stellt damit den Brückenschlag zwischen traditioneller physischer Kunstwelt und dem immateriellen Metaverse her. Hierzu wurde durch „Kunstleben Berlin“ ein Podcast mit dem Künstler publiziert.

## Ausstellungen
- 1990: Ausstellung „Leuchtkraft der Farbe“, Galerie Nöpl, München und Landshut
- 1990: Gruppenausstellung für notleidende Künstler in der Margo Leavin Gallery, Los Angeles (u. a. mit John Baldessari und Ed Ruscha), L.A. Art Show, The Art Heart Gallery, Los Angeles
- 1991: Ausstellung „The Power of Color“, Premiers, Hollywood, USA, Ausstellung „Visual Poems“, ACME, Santa Monica
- 1992: Open Art Show in Beverly Hills mit Fotografien
- 1995: Ausstellung im Kanzleramt, Berlin
- 1998: Ausstellung „Lebenszyklen“, Bürgerhaus Teltow
- 2000: Gruppen- und / Einzelausstellung: Gruppenausstellung zum Wiederaufbau der Versöhnungskirche, Bernauerstraße in Berlin-Mitte/Wedding, D Galerie Michael Schultz, Berlin (u. a. mit Fetting, Bach, Bisky, A. R. Penck), D Retrospektive 10 Jahre Fotografien, Objekte und Malerei zur Eröffnung des Gemeindezentrum, Stahnsdorf, D
- 2001: Gruppenausstellung „Nur Eins“, Kammerspiele Kleinmachnow
- 2002: Gruppenausstellung „Das Orakel von Berlin“, Friedrichstraße-Mitte
- 2005: Gruppenausstellung „Implosion“, Schauraum Bohlmann, Hamburg
- 2006: Gruppenausstellung „S.T.E.P.S.“ Skulpturenpfad für Stade, Stade
- 2006: Gruppenausstellung „Kunstbad“ in Keitum auf Sylt
- 2007: Denkmal Disparität | eine Installation im Helms Museum, Hamburg | 4. Harburger Kulturtag
- 2013: Platzierung der Skulptur „Merging Triangles“ auf der Internationalen Gartenschau Hamburg-Wilhelmsburg (Kunstprojekte IGS)
- 2016: Weltpremiere der 20-Fuß-Container-Skulptur „Meta Values“ aus der Werkgruppe „Value Chain“, anlässlich des 50-jährigen Jubiläums des 1. Containers in Europa, Bremen. Vor 500 geladenen Gästen im BLG Forum Bremen Überseestadt wurde der Container im BLG Forum an zentraler Stelle aufgestellt.
- 2017: Schwedenspeicher Stade | Container Art Care „Wertschöpfungskette“, 29. April bis 27. Mai, Ausstellung des ersten von insgesamt 5 Ausstellungscontainern, Stade[1]
- 2018: Sankt Martin, Pfalz  | Container Art Care „Wertschöpfungskette“, 14. April bis 27. Mai Ausstellung des ersten von insgesamt 5 Ausstellungscontainern
- 2019: Potsdam, Gruppenausstellung „Eine Frage der Zeit“, Museum Kunstraum Potsdam vom 10. Januar bis 17. Februar 2019
- 2020: Potsdam, Einzelausstellung „Zeichen der Zeit“, Rechenzentrum Potsdam vom 15. Mai bis 30. Mai 2020
- 2022: Berlin „Klarheit und Botschaft“, Große Landesloge der Freimaurer vom 24. Juni bis 31. Oktober 2022